# Alburnus chalcoides
L'alborella carenata o alborella del Danubio (Alburnus chalcoides, nota in passato come Chalcalburnus chalcoides) è un pesce d'acqua dolce e salmastra della famiglia Cyprinidae.

## Distribuzione e habitat
È uno dei pochi ciprinidi ad avere una certa tolleranza verso l'acqua salata ed infatti esistono popolazioni anadrome che risiedono stabilmente nei mari Nero, d'Azov e Caspio, soprattutto presso le foci fluviali o nelle zone dove la salinità è minore. Esistono anche numerose popolazioni stabilmente dulcacquicole nel Danubio e nei fiumi che sfociano nel mar Nero e nel mar Caspio. Le popolazioni fluviali vivono nei tratti dove la corrente è più debole.

## Descrizione
Molto simile come aspetto generale all'alborella da cui si può distinguere per i seguenti caratteri:
- le dimensioni sono nettamente maggiori, fino a 40 cm, con una media sui 20 cm
- l'occhio è in proporzione più piccolo
- corpo più appiattito lateralmente
- squame meno caduche
- carena senza squame tra le pinne ventrali e la pinna anale

## Alimentazione
Si nutre principalmente di insetti che cattura sul pelo dell'acqua.

## Riproduzione
Le popolazioni fluviali si riproducono con modalità simili a quelle dell'alborella comune in maggio, quelle anadrome effettuano prima una lunga migrazione, che iniziano in settembre, per cui passano tutto l'inverno nei fiumi.

## Pesca
Le popolazioni dulcacquicole hanno un'importanza economica modesta mentre quelle migratorie sono attivamente pescate nelle parti inferiori dei fiumi, soprattutto in Russia ed alimentano una fiorente industria di trasformazione.